# Bay of Anfile
Bay of Anfile är en vik i Eritrea.   Den ligger i regionen Södra rödahavsregionen, i den östra delen av landet, 210 km öster om huvudstaden Asmara.